# Certification comptable
 (septembre 2006).
Pour les articles homonymes, voir Certification.
En comptabilité des entreprises, la certification est un processus par lequel les Commissaires aux comptes certifient que les comptes annuels d'une société sont réguliers et sincères, et donnent une image fidèle du résultat des opérations de l’exercice comptable écoulé ainsi que de la situation financière du résultat et du patrimoine de la société à la fin de l'exercice.
En France, il est imposé par l'article L. 823-9, premier alinéa du code de commerce.
On entend par comptes réguliers et sincères : 
- Régularité : conformité des comptes avec les règles d’évaluation et de présentation,
- Sincérité : loyauté et bonne foi dans l’établissement des comptes.

Le même article impose la certification des comptes consolidés. La certification a pour objet de garantir aux actionnaires et aux tiers qu'un professionnel qualifié, après s'être conformé aux diligences fixées par la profession, a acquis la conviction que les comptes sont réguliers et sincères et donnent une image fidèle des résultats, de la situation financière et du patrimoine de l'entité.

## Certification sans réserve
Les comptes annuels sont établis selon les règles en vigueur et les principes comptables sont appliqués. L'objectif de l'image fidèle est atteint.

## Certification avec réserves
Les réserves expriment une limitation à la portée de la certification. Elles s’expliquent par le fait que les concepts de régularité, de sincérité et d’image fidèle ont un caractère relatif.
Les causes :
- Erreurs, anomalies, irrégularité dans l’application des règles et principes comptables dont l'incidence, bien que significative, est insuffisante pour rejeter l'ensemble des comptes,
- le CAC n'a pu mettre en œuvre toutes les diligences qu'il aurait estimées nécessaires,
- le CAC a constaté une ou des incertitudes affectant les comptes annuels.

## Refus de certifier
Erreur, anomalies ou irrégularité dans l'application des règles et des principes comptables qui sont suffisamment importantes pour affecter l'ensemble des comptes annuels, 
le CAC n'a pu mettre en œuvre les diligences qu'il avait estimées nécessaires et les limitations imposées par les dirigeants sont telles, qu'il ne lui est pas possible de se former une opinion sur l'ensemble des comptes annuels, 
le CAC a constaté des incertitudes affectant les comptes annuels, de ce fait, il n'a pas pu se former une opinion sur les comptes annuels.
Depuis 2001, en France, la loi impose une communication sur les conséquences sociales et environnementales de leur activité.
Certaines entreprises intervenant dans des secteurs stratégiques font contrôler leurs rapports de développement durable par des commissaires aux comptes.